# Scymnus tahoensis
Scymnus tahoensis är en skalbaggsart som beskrevs av Thomas Casey 1899. Scymnus tahoensis ingår i släktet Scymnus och familjen nyckelpigor. Inga underarter finns listade i Catalogue of Life.